# Bresse Nord Intercom’
Bresse Nord Intercom’ ist ein französischer Gemeindeverband mit der Rechtsform einer Communauté de communes im Département Saône-et-Loire in der Region Bourgogne-Franche-Comté. Er wurde am 8. Dezember 1993 gegründet und umfasst 16 Gemeinden im Gebiet der nördlichen Bresse. Der Verwaltungssitz der Gemeinschaft befindet sich im Ort Pierre-de-Bresse.

## Historische Entwicklung
Der ursprünglich unter dem Namen Communauté de communes du Canton de Pierre-de-Bresse gegründete Verband wurde im Jahr 2017 auf die aktuelle Bezeichnung umbenannt.

## Mitgliedsgemeinden
| Gemeinde                  | Einwohner 1. Januar 2022 | Fläche km² | Dichte Einw./km² | Code INSEE | Postleitzahl |
| ------------------------- | ------------------------ | ---------- | ---------------- | ---------- | ------------ |
| Authumes                  | 286                      | 12,88      | 22               | 71013      | 71270        |
| Beauvernois               | 103                      | 8,94       | 12               | 71028      | 71270        |
| Bellevesvre               | 306                      | 7,13       | 43               | 71029      | 71270        |
| Charette-Varennes         | 434                      | 16,47      | 26               | 71101      | 71270        |
| Dampierre-en-Bresse       | 173                      | 11,09      | 16               | 71168      | 71310        |
| Fretterans                | 282                      | 10,27      | 27               | 71207      | 71270        |
| Frontenard                | 204                      | 12,31      | 17               | 71208      | 71270        |
| La Chapelle-Saint-Sauveur | 641                      | 27,36      | 23               | 71093      | 71310        |
| La Chaux                  | 323                      | 11,00      | 29               | 71121      | 71310        |
| La Racineuse              | 172                      | 7,11       | 24               | 71364      | 71310        |
| Lays-sur-le-Doubs         | 162                      | 10,38      | 16               | 71254      | 71270        |
| Mouthier-en-Bresse        | 428                      | 30,32      | 14               | 71326      | 71270        |
| Pierre-de-Bresse          | 1.945                    | 28,06      | 69               | 71351      | 71270        |
| Pourlans                  | 220                      | 16,04      | 14               | 71357      | 71270        |
| Saint-Bonnet-en-Bresse    | 489                      | 17,61      | 28               | 71396      | 71310        |
| Torpes                    | 376                      | 15,70      | 24               | 71541      | 71270        |
| Bresse Nord Intercom’     | 6.544                    | 242,67     | 27               | –          | –            |

## Aufgaben

### Obligatorische Aufgaben
- Raumplanung und Schaffung von wirtschaftlichen Nutzflächen von mehr als 2 Hektaren
- Maßnahmen zur wirtschaftlichen Entwicklung:
  - Schaffung von Industrie- und Handwerkszonen von mehr als 5000 m²
  - Förderung des Tourismus durch Schaffung von Wanderwegen, Verbesserung der Touristeninformation, Förderung des Tourismus in Zusammenarbeit mit den départementalen und regionalen Tourismusverbänden

### Freiwillige Aufgaben
- Schaffung, Verbesserung und Unterhalt des Straßen- und Wegnetzes
- Bau, Unterhalt und Betrieb von sportlichen, kulturellen und schulischen Einrichtungen:
  - Unterhalt und Betrieb des Gymnasiums von Pierre-de-Bresse
  - Betrieb der Musikschule
  - Interkommunale Bibliotheken
  - Hilfeleistung bei Betrieb und Einrichtung von sportlichen, kulturellen und schulischen Einrichtungen
  - Schaffung, Ausbau und Unterhalt der natürlichen Badezone in La Chapelle-Saint-Sauveur
- Verbesserung der Wohn- und Lebensqualität
- Umweltschutz und Entsorgung

### Übrige Aufgaben
- Bildung:
  - Gymnasium: Finanzierung und Regelung der Schulbesuche von Schülern außerhalb der CC Pierre-de-Bresse
  - Primarschulen: Betrieb der Primarschulen und der Regionalschulen
  - Förderung der schwachen Schüler
- Unterhalt von Dämmen und Ufern entlang des Doubs
- Mitarbeit und Teilnahme an den Zielsetzungen von Pays de la Bresse Bourgignonne[3]
- Betrieb und Entwicklung der Öffentlichen Dienste
- Soziales:
  - Mahlzeitendienst
  - Betrieb einer Mütterberatung
  - Betrieb einer Ludothek
  - Bau und Betrieb eines Jugendhauses in Pierre-de-Bresse
  - Unterstützung von Eingliederungsmaßnahmen
  - Unterstützung des Freizeitangebotes